# El fantasma de Canterville (pel·lícula de 1986)
El fantasma de Canterville (títol original: The Canterville Ghost) és un telefilm britànic-estatunidenc de terror, fantasia i comèdia de 1986 dirigit per Paul Bogart i basat en el relat de 1887 " El fantasma de Canterville " d'Oscar Wilde. Va ser rodat al castell d'Eastnor a Anglaterra i és protagonitzat per John Gielgud, Ted Wass, Andrea Marcovicci i Alyssa Milano. Està doblat al català.

## Argument
Una noia es fa amiga d'un fantasma anglès que intenta espantar la seva família de tornada a Amèrica.

## Repartiment
- John Gielgud com Sir Simon de Canterville
- Ted Wass com Harry Canterville
- Andrea Marcovicci com Lucy Swackhammer Canterville
- Alyssa Milano com Jennifer Canterville
- Harold Innocent com Hummle Umney
- Lila Kaye com Mrs. Umney
- George Baker com oncle Hesketh
- Bill Wallis com Fenton Cook

## Producció
Gielgud va dir a un entrevistador que va deixar la seva jubilació per ocupar el paper, perquè "[li va treure] de la ment fer-se gran". Milano, en una de les seves primeres pel·lícules de televisió, va dir en una entrevista posterior que Gielgud la va ajudar a superar les seves lluites amb la dislèxia durant la producció.
Part del rodatge va tenir lloc a l'escola All Hallows de Somerset.

## Recepció
La pel·lícula no va aconseguir gaires elogis ni atenció, i la revista Variety va assenyalar a la seva ressenya: "Milano, com la filla catalitzadora Jennifer, s'adapta al fantasmal Sir Simon sense escrúpols; això, per descomptat, és el veritable encant de la història, però Milano no presenta prou presència com per igualar la gràcia de l'encantador Gielgud".